# Xyris ptariana
Xyris ptariana är en gräsväxtart som beskrevs av Julian Alfred Steyermark. Xyris ptariana ingår i släktet Xyris och familjen Xyridaceae. Inga underarter finns listade i Catalogue of Life.